# Jaboticabal
Jaboticabal est une municipalité de l'État de São Paulo au Brésil dont le nom vient du Tupi.

## Maires
| Période | Période | Identité         | Étiquette | Qualité |
| ------- | ------- | ---------------- | --------- | ------- |
| 2009    | 2012    | José Carlos Hori | PPS       |         |